# Yasmine (film)
Pour les articles homonymes, voir Yasmine.
Pour plus de détails, voir Fiche technique et Distribution.
Yasmine est un film brunéien réalisé par Siti Kamaluddin, sorti en 2014. Il s'agit du troisième film produit au Brunei.

## Synopsis
Yasmine, une jeune femme dont le père est très strict, devient championne de Pencak-Silat.

## Fiche technique
- Titre : Yasmine
- Réalisation : Siti Kamaluddin
- Scénario : Salman Aristo
- Musique : Aghi Narottama
- Photographie : James Teh
- Montage : Cesa David Luckmansyah
- Production : Khairuddin Kamaluddin
- Société de production : Origin Films
- Pays :  Brunei
- Genre : Action et drame
- Durée : 109 minutes
- Dates de sortie : 
  -  Brunei : 16 août 2014

## Distribution
- Liyana Yus : Yasmine
- Reza Rahadian : Fahri
- Roy Sungkono : Ali
- Nadiah Wahid : Nadia
- Agus Kuncoro : Jamal
- Carmen Soo : la mère de Yasmine
- Arifin Putra : Halim
- Mentari De Marelle : Dewi
- Nabila Huda : Nurul
- Jazz Hayat : Roni
- Dk Syasya Sahira Izzati : Lili
- Pg Hj Md Shahepulradin : Basri
- Aryl Falak : Adi Rahman

## Distinctions
Le film a reçu le prix du meilleur film asiatique au Festival international du film fantastique de Neuchâtel 2014 et l'ASEAN International Film Award du meilleur second rôle féminin pour Nadiah Wahid.